# Ulica Tkacka w Szczecinie
Tkacka – ulica o długości 414,2 metrów na szczecińskim osiedlu Stare Miasto w dzielnicy Śródmieście. Jest jedną z najdłuższych ulic wspomnianego osiedla. Przebiega w przybliżeniu z północy na południe, równolegle do pobliskiej alei Niepodległości, łącząc plac Żołnierza Polskiego z ulicą Księdza Kardynała Stefana Wyszyńskiego. Na całej długości obowiązuje ruch jednokierunkowy.

## Historia
Dzisiejsza ulica Tkacka powstała w wyniku połączenia dwóch starszych ulic o średniowiecznym rodowodzie.
platea colonorum
Najstarsza wzmianka o platea colonorum (ulicy rolników) pochodzi z 1306 r. i nawiązuje do właścicieli położonych wówczas przy tej drodze gospodarstw rolnych. Południowy odcinek współczesnej ulic Tkackiej nosił w początkach średniowiecza miano buwstrate. W drugiej połowie XVI wieku część ulicy w pobliżu Bramy Passawskiej nazywana była armen buden (biedne budy); nazwa ta prawdopodobnie powstała od położonych przy ulicy skromnych zabudowań, zamieszkanych przez osoby niezamożne. W końcu XVI w. ulica otrzymała nazwę Wullweberstraß (ulica tkaczy wełny). Około 1721 r., kiedy to miasto znalazło się pod panowaniem pruskim,  nieistniejący obecnie odcinek ulicy między ul. Podgórną a ul. Wyszyńskiego otrzymał miano Kuhstraße, a część między ul. Wyszyńskiego i ul. Łaziebną nazwano Baustraße. W 1857 roku powyższe dwie ulice połączono w jedną pod nazwą Große Wollweberstraße. 
platea lanificum
Łacińskimi nazwami platea lanificum, pannificum, lanaetextorum, textorum, platea pannificum określano w XIII w. odcinek dzisiejszej ulicy Tkackiej pomiędzy ulicą Łaziebną a placem Żołnierza Polskiego. Na początku XVI wieku pojawiła się nazwa wullenwewerstrate. Po 1857 r. ulica stała się częścią Große Wollweberstraße.

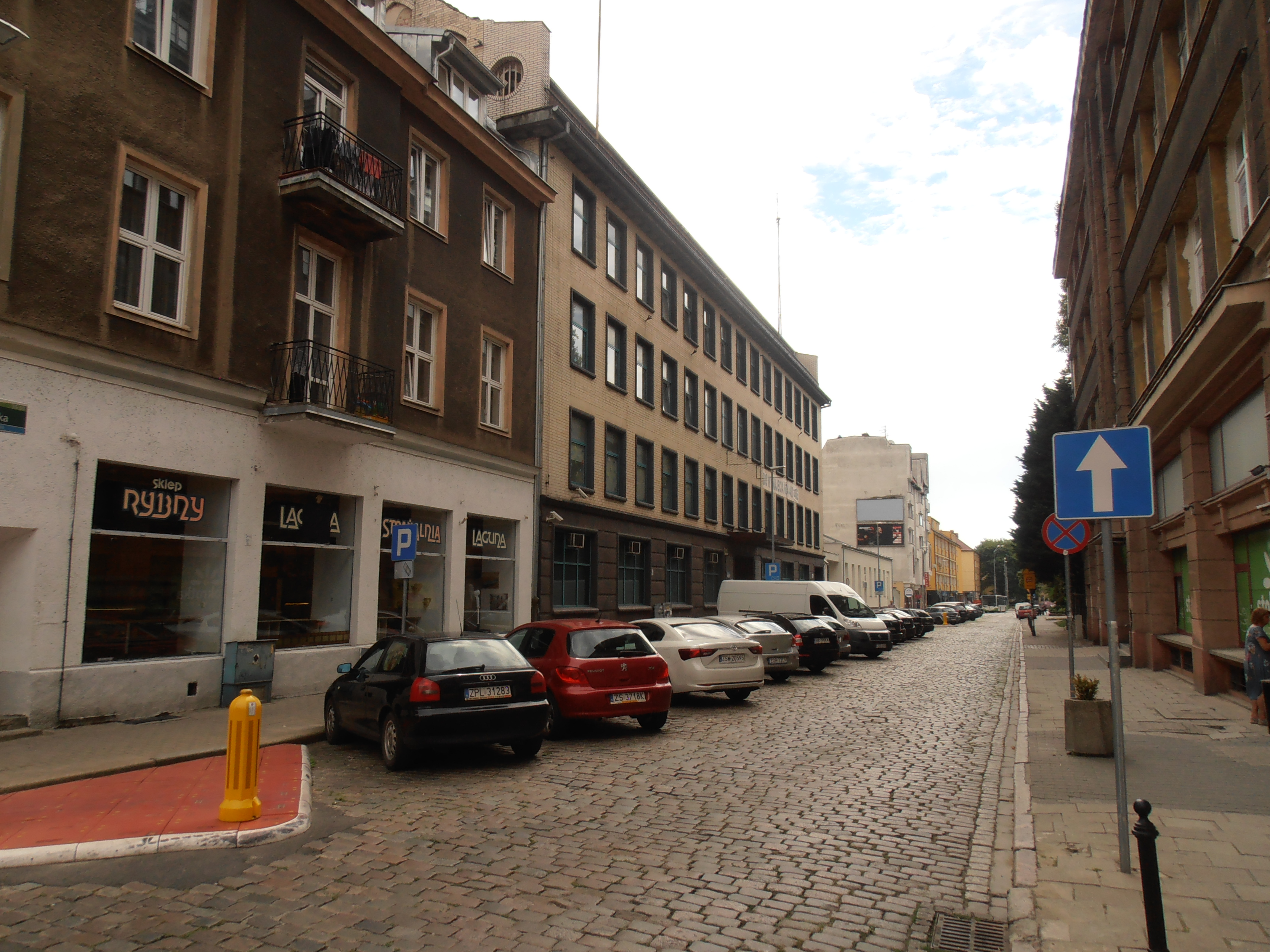
platea colonorum
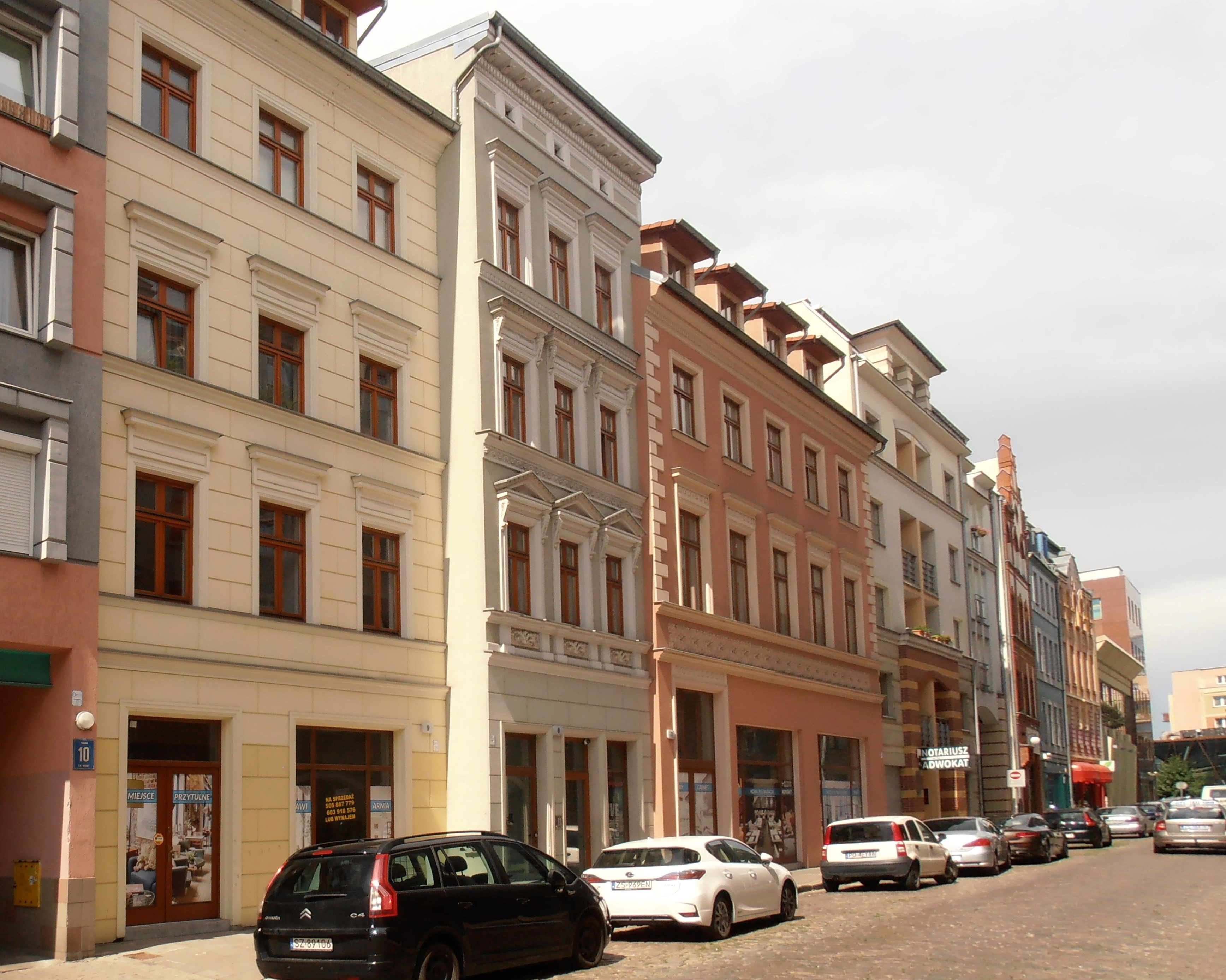
platea lanificum

## Obiekty
Budynki wznoszące się przed 1945 r. przy Große Wollweberstraße zostały częściowo zniszczone m.in. w czasie bombardowania w nocy z 5 na 6 stycznia 1944 r. Zniszczenia wojenne przetrwała część kamienic w pobliżu placu Żołnierza Polskiego i skrzyżowania z ulicą Łaziebną. Niektóre kamienice poddano remontom, inne natomiast z powodu złego stanu technicznego musiały zostać wyburzone; przykładowo kamienice nr 7, 8, 9 rozebrano, a następnie odbudowano i zrekonstruowano fasady. W 2010 r. na pustym placu u zbiegu ulicy Tkackiej z ulicą Wyszyńskiego i aleją Niepodległości rozpoczęto budowę biurowca Brama Portowa I; prace budowlane ukończono rok później. W latach 2016–2018 przy ulicy, w miejscu wyburzonego baru „Extra”, wzniesiono apartamentowiec „Black Pearl”.

## Kalendarium zmian nazwy ulicy
| Czas obowiązywania | Nazwa                 |
| ------------------ | --------------------- |
| 1857–1945          | Große Wollweberstraße |
| 1945–1955          | Księcia Przemysława   |
| od 1955            | Tkacka                |

## Numeracja i kody pocztowe
- Numery parzyste: 2, 2A, 3, 3A, 4, 6, 8, 10, 12, 20, 22, 28, 50, 54–68
- Numery nieparzyste: 3, 3A, 7–13, 19, 21, 55–59, 63, 65, 69
- Kody pocztowe: 70-556[10]

## Galeria

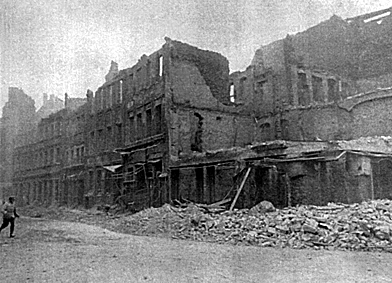
Ulica Tkacka po bombardowaniach alianckich, 1944 r.
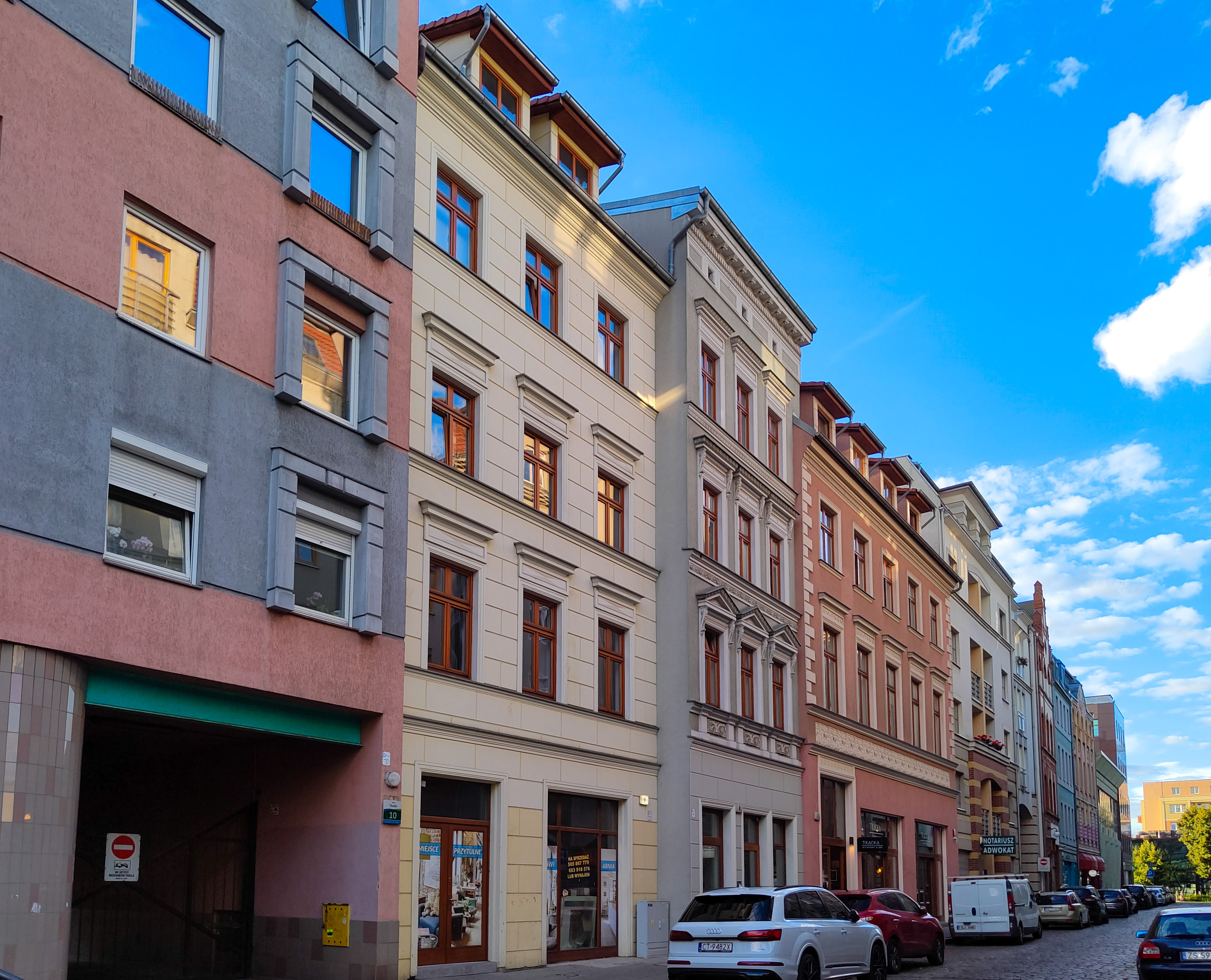
Kamienice nr 9, 8 i 7
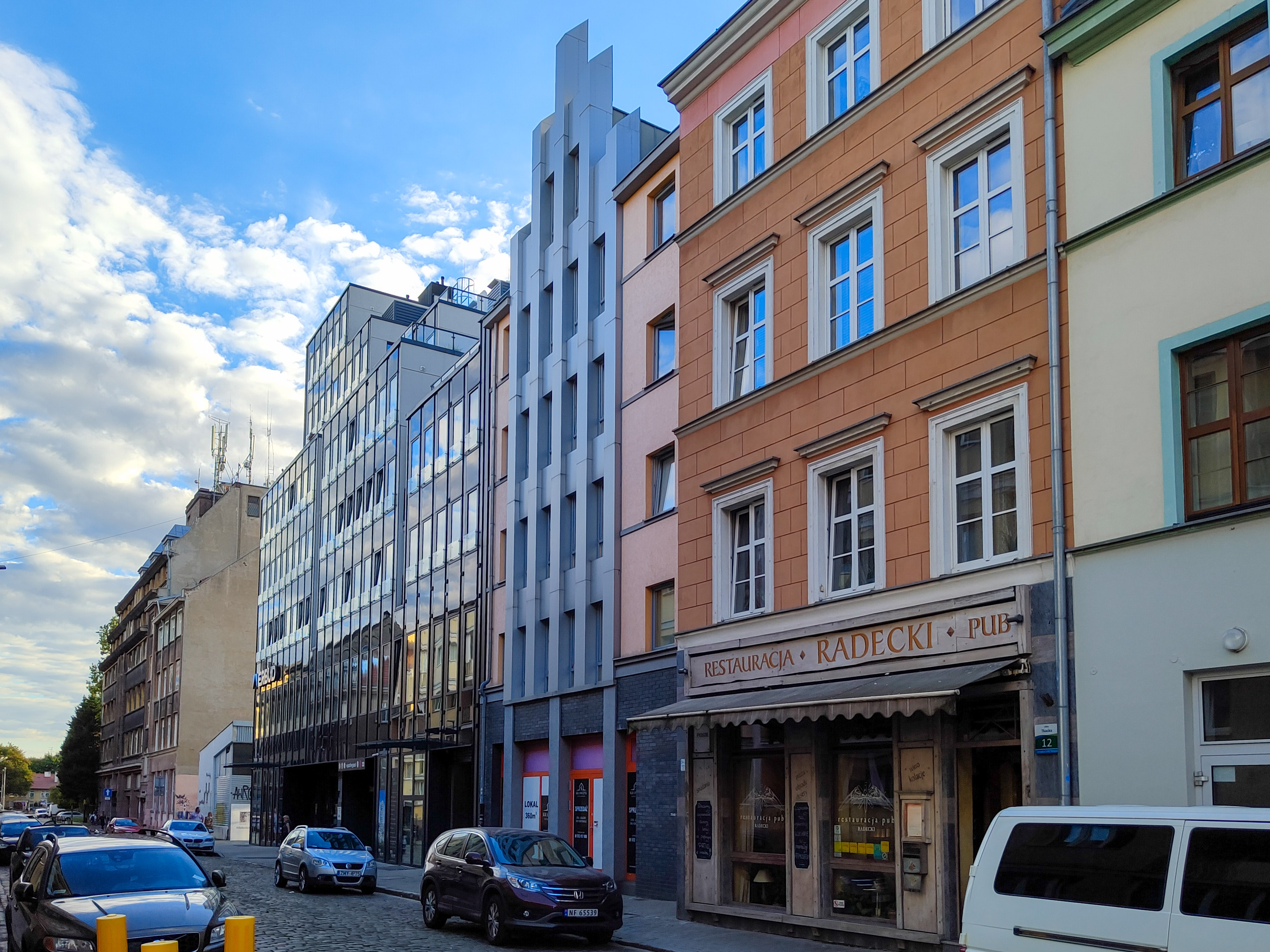
Kamienice nr 12 i 13 oraz biurowiec Black Pearl
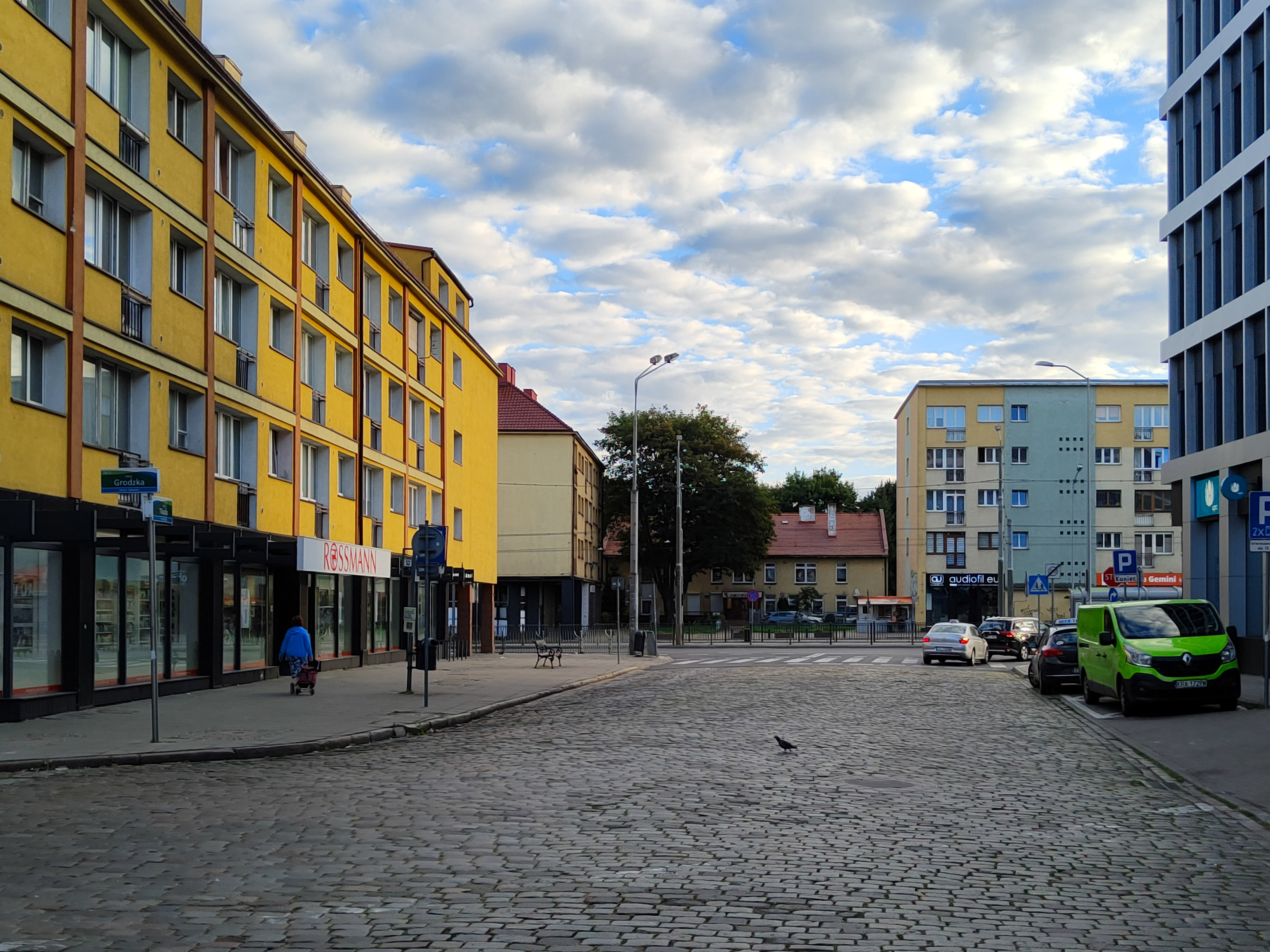
Odcinek między ulicami Grodzką i Wyszyńskiego
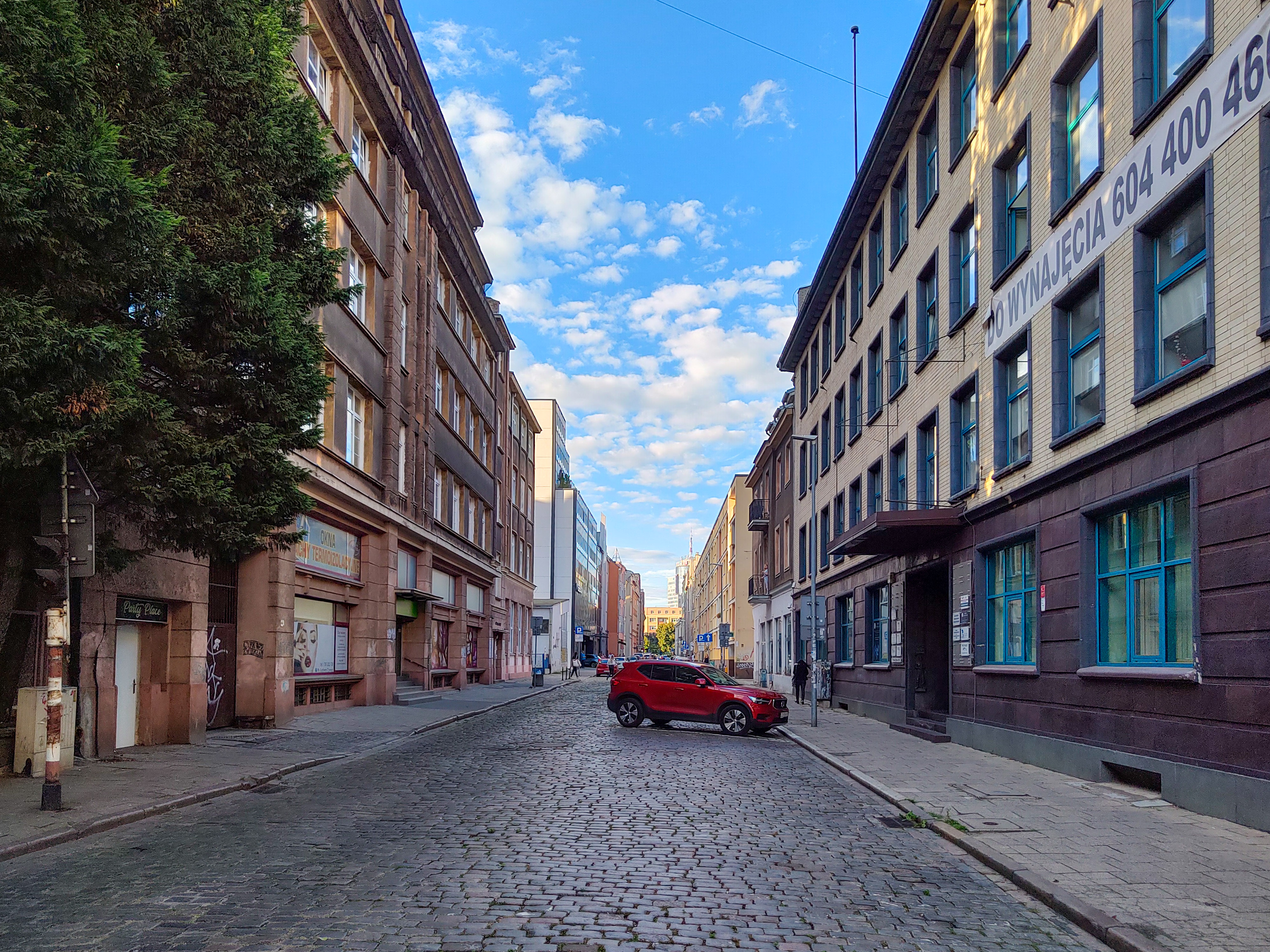
Widok w kierunku pl. Żołnierza Polskiego
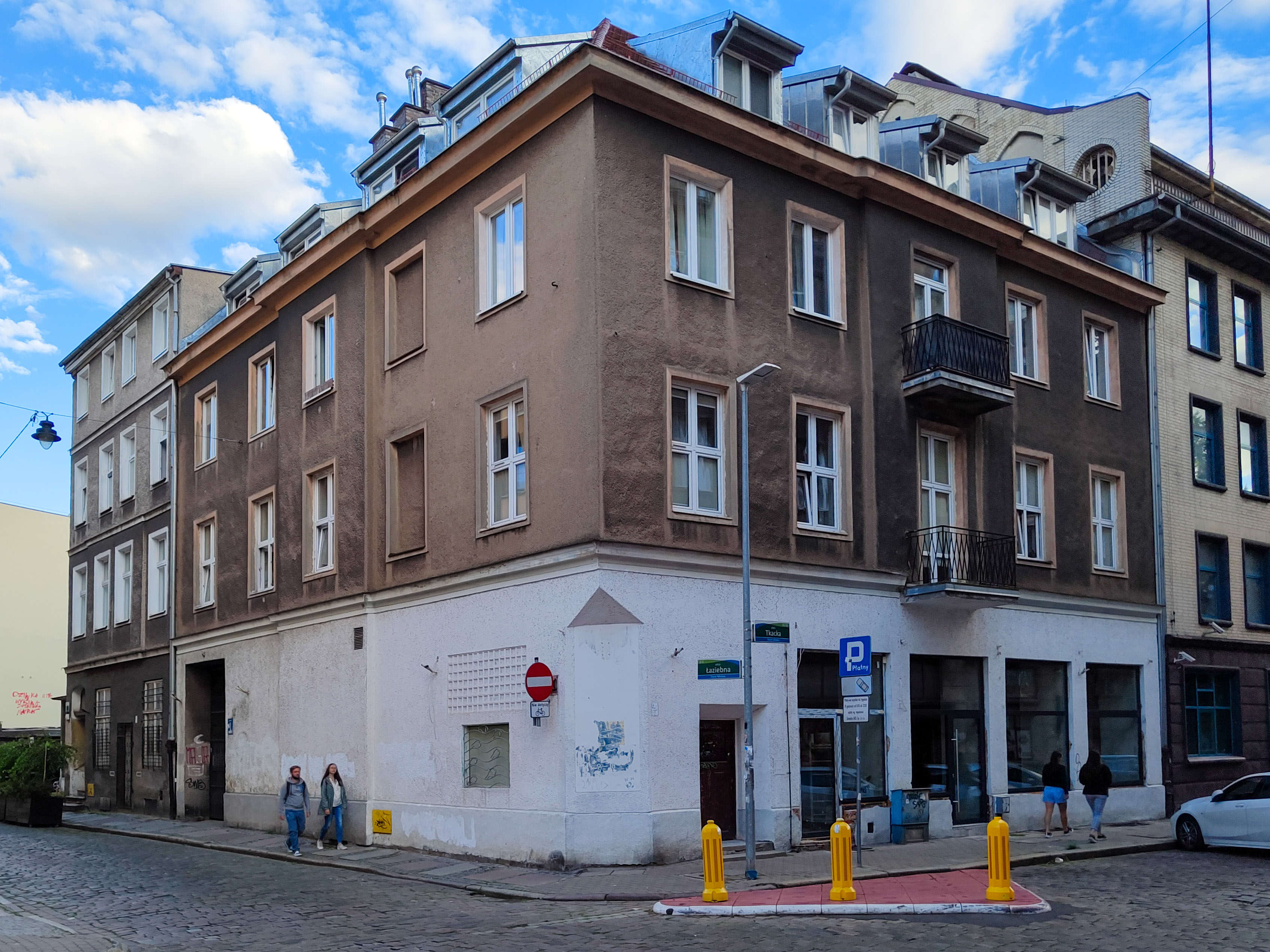
Kamienice na narożniku z Łaziebną
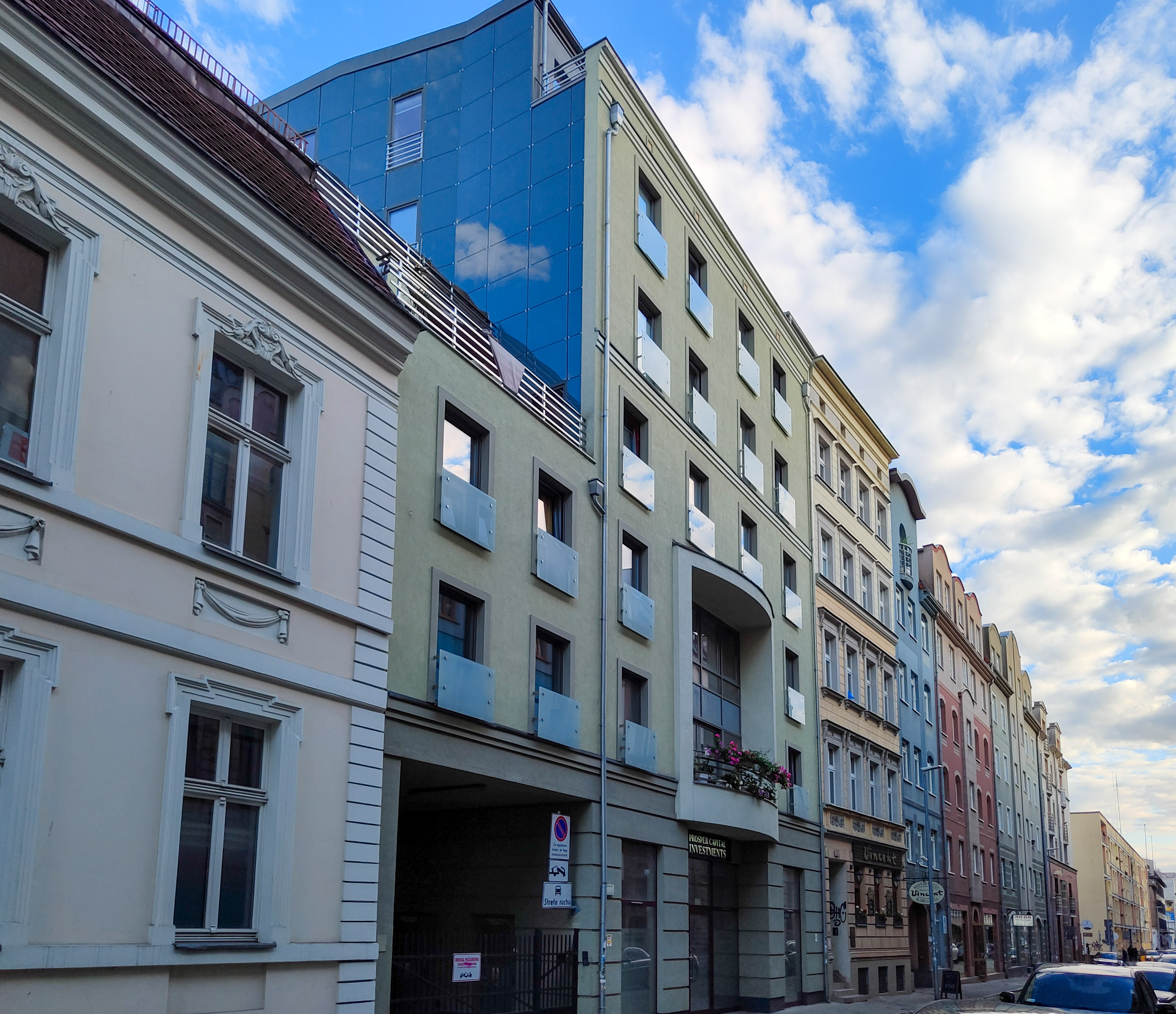
Pierzeja wschodnia, kamienice nr 69-64